# Audan Äiteke bi
Der Audan Äiteke bi (kasachisch Әйтеке би ауданы Äiteke bi audany, russisch Айтекебийский район Aitekebijski rajon) ist ein Bezirk im Gebiet Aqtöbe in Kasachstan.

## Geografie
Der Audan Äiteke bi liegt im Westen Kasachstans im Gebiet Aqtöbe. Er hat im Norden eine Grenze zur russischen Oblast Orenburg, im Osten grenzt er an die Audandar Qamysty und Schangeldi im Gebiet Qostanai. Im Süden grenzt er an die Audandar Yrghys und Schalqar und im Westen an die Audandar Mughalschar und Chromtau.

## Bevölkerung
Bei der Volkszählung 1999 hatte der Audan Äiteke bi 34.628 Einwohner. Die Volkszählung 2009 ergab für den Bezirk eine Einwohnerzahl von 25.723. Bei der letzten Volkszählung 2021 lebten 20.884 Menschen im Audan Äiteke bi. Die Fortschreibung der Bevölkerungszahl ergab zum 1. Januar 2025 eine Einwohnerzahl von 20.182.
| Einwohnerentwicklung               | Einwohnerentwicklung | Einwohnerentwicklung | Einwohnerentwicklung | Einwohnerentwicklung | Einwohnerentwicklung | Einwohnerentwicklung | Einwohnerentwicklung |
| 1970                               | 1979                 | 1989                 | 1999                 | 2009                 | 2021                 |                      |                      |
| ---------------------------------- | -------------------- | -------------------- | -------------------- | -------------------- | -------------------- | -------------------- | -------------------- |
| 13.784                             | 22.948               | 24.482               | 34.628               | 25.723               | 20.884               |                      |                      |
| Anmerkung: Volkszählungsergebnisse |                      |                      |                      |                      |                      |                      |                      |

## Verwaltungsgliederung
Der Audan Äiteke bi ist in 15 ländliche Bezirke (kasachisch Ауылдық округ Auyldyq okrug; russisch Сельский округ Selski okrug) gegliedert (Stand: 2021).
| Ländlicher Bezirk   | Einwohner | Einwohner | Orte                                                   |
| Ländlicher Bezirk   | 2009      | 2021      | Orte                                                   |
| ------------------- | --------- | --------- | ------------------------------------------------------ |
| Äike                | 2009      | 1573      | Äike, Terengsai                                        |
| Aqköl               | 695       | 469       | Aqköl                                                  |
| Aqtasty             | 1216      | 545       | Aqtasty, Tolybai                                       |
| Araltoghai          | 1868      | 1513      | Araltoghai, Milyssai, Qijaqty, Ulghaissyn Bölimschessi |
| Basqudyq            | 1400      | 718       | Sarybulaq, Tumabulaq                                   |
| Qairaqty            | 352       | 224       | Taldyq                                                 |
| Qarabutaq           | 3546      | 3060      | Belqopa, Jengbektu, Qarabutaq, Scharötkel              |
| Qumqudyq            | 1541      | 988       | Qumqudyq                                               |
| Qysylschuldys       | 754       | 694       | Araltöbe                                               |
| Sarat               | 781       | 433       | Sarat                                                  |
| Schabassaq          | 1678      | 1011      | Aqqum, Baischanköl, Schabassaq                         |
| Schambyl            | 838       | 529       | Schambyl                                               |
| Suluköl             | 731       | 407       | Suluköl                                                |
| Temirbek Schürgenow | 7754      | 8506      | Taldyssai, Temirbek Schürgenow                         |
| Uschqatty           | 560       | 214       | Uschqatty                                              |